# L.J. Fort
L.J. Fort (Granite City, 3 gennaio 1990) è un giocatore di football americano statunitense che gioca nel ruolo di fullback per i Baltimore Ravens della National Football League (NFL). Al college giocò a football alla Northern Iowa University.

## Carriera

### Cleveland Browns
Dopo non essere stato scelto nel Draft 2012, il linebacker Fort firmò coi Cleveland Browns, partendo come titolare nella gara della prima settimana a causa degli infortuni di Chris Gocong, James-Michael Johnson e Emmanuel Acho. In quella partita fece subito registrare un intercetto su Michael Vick. La sua stagione da rookie terminò con 20 tackle, un sack e un intercetto, giocando tutte le 16 partite.

### Denver Broncos
Fort firmò un pre-contratto coi Denver Broncos il 31 dicembre 2012, venendo svincolato a metà della stagione successiva senza mai scendere in campo.

### Seattle Seahawks
Il 22 ottobre 2014, Fort firmò coi Seattle Seahawks per giocare come fullback dopo l'infortunio che pose fine alla stagione di Derrick Coleman. Nella settimana 9 contro i Raiders disputò nel nuovo ruolo la prima gara dopo due anni.

### Pittsburgh Steelers
Il 19 agosto 2015, Fort firmò con i Pittsburgh Steelers.

## Statistiche
| Partite             | 17  |
| Partite da titolare | 1   |
| Tackle              | 20  |
| Sack                | 1,0 |
| Intercetti          | 1   |